# Тристаннид дикалия
Тристаннид дикалия — бинарное интерметаллическое неорганическое соединение
калия и олова
с формулой K2Sn3,
кристаллы.

## Получение
- Сплавление стехиометрических количеств чистых веществ:

{\displaystyle {\mathsf {2K+3Sn\ {\xrightarrow {860^{o}C}}\ K_{2}Sn_{3}}}}

## Физические свойства
Тристаннид дикалия образует кристаллы
тетрагональной сингонии,
пространственная группа P 4/mcc или P 4cc,
параметры ячейки a = 0,703 нм, c = 1,236 нм, Z = 4
.
Соединение конгруэнтно плавится при температуре 860 °С .